# Paweł Wajda
Paweł Wajda – polski prawnik, doktor habilitowany nauk prawnych, nauczyciel akademicki
Uniwersytetu Warszawskiego, specjalista w zakresie prawa administracyjnego.

## Życiorys
W 2005 ukończył studia prawnicze na Wydziale Prawa i Administracji Uniwersytetu Warszawskiego. Tam też w 2008 na podstawie napisanej pod kierunkiem Aleksandry Wiktorowskiej rozprawy pt. Rola decyzji administracyjnej w nadzorze nad polskim systemem finansowym otrzymał stopień naukowy doktora nauk prawnych w zakresie prawa, specjalność: prawo administracyjne. W 2013 na macierzystym wydziale na podstawie dorobku naukowego oraz rozprawy pt. Efektywność informacyjna rynku giełdowego uzyskał stopień doktora habilitowanego nauk prawnych w dyscyplinie prawo, specjalność: prawo administracyjne. Został adiunktem w Instytucie Nauk Prawno-Administracyjnych WPiA UW.
W maju 2019 kardynał Kazimierz Nycz powołał go w skład trzyosobowego zespołu do badania przypadków pedofilii w archidiecezji warszawskiej.